# Чапаев (Саратовская область)
Чапа́ев — село в Балаковском районе Саратовской области, входит в состав Быково-Отрогского муниципального образования.

## География
Село находится на расстоянии примерно 25 км (по прямой) к юго-западу от города Балаково, административного центра района.

### Часовой пояс
Село Чапаев, как и вся Саратовская область, находится в часовой зоне МСК+1. Смещение применяемого времени относительно UTC составляет +4:00.

## Население
| 2010 |
| ---- |
| 27   |

### Национальный состав
Согласно результатам переписи 2002 года, в национальной структуре населения русские составляли 47 % из 43 чел., казахи — 35 %.